# Hassi Dahou
Hassi Dahou (în arabă حاسى دحو) este o comună din provincia Sidi Bel Abbès, Algeria.
Populația comunei este de 6.043 de locuitori (2008).